# Club Sportivo Capitol
El Club Sportivo Capitol es un club de baloncesto del barrio Prado, Montevideo, Uruguay. Fue fundado el 19 de abril de 1934.
Competían profesionalmente en el Torneo Metropolitano, tras haber jugado ininterrumpidamente desde 2009 en esta categoría. Después de 39 años, asciende a la Liga Uruguaya de Basquetbol como vicecampeón del torneo Liga Uruguaya de Ascenso 2019, tras vencer en la final a 3 partidos a Lagomar Country Club por 2-1.

## Historia

### Sus inicios
Los fines básicos del club son la práctica deportiva y la promoción del básquetbol en todas sus categorías, tanto a nivel masculino como femenino. De acuerdo con el club, para el Club Sportivo Capitol siempre ha sido menester dar la oportunidad a todo joven que desee practicar básquetbol. Afirman que se le presta especial atención al trato humano entre miembros del club, ya que, como todo deporte de equipo, el básquetbol exige una actitud de respeto, ayuda y compromiso con el compañero. Así, el club intenta promover la enseñanza de valores en la formación de personas, tales como compañerismo, amistad, camaradería, esfuerzo y conducta por medio de la práctica del básquetbol.
Además, Capitol apuesta a afianzar los lazos de identidad que se han forjado a lo largo de la historia con el barrio. Se pretende incentivar las uniones vecinos-baloncesto y jugadores-club.

### Principios
- Fomento del deporte como medio para alcanzar una óptima salud física y mental, desarrollo de valores humanos e integración constructiva a la sociedad.

- Convivir dentro del club con valores de amistad, participación, respeto mutuo y aprecio al deporte.

- Fomentar la práctica del básquetbol como deporte completo, donde esfuerzo físico y mental se complementan en pro del equipo y la responsabilidad que este tiene.

- Disponer de profesores calificados que sean capaces de orientar y enseñar a los jugadores respetando y transmitiendo la filosofía del club.

- Promover en nuestros deportistas espíritu de lucha, esfuerzo, superación, solidaridad y cooperación.

- Proteger y promover las categorías formativas del club, de forma que la mayor cantidad de niños y niñas de nuestra zona de influencia practiquen básquetbol.

- Procurar siempre que nuestros representativos compitan al más alto nivel posible y que los jugadores del primer equipo sean siempre un modelo y estímulo para los jugadores más jóvenes que se forman en el club.

- En el ámbito social e institucional mantener un desarrollo constante, colaborando con otras instituciones y/o entidades barriales; mantener la economía del club solvente con el único fin de que el club tenga continuidad en el tiempo y sus objetivos se cumplan.

### Actualidad
En 2008, es protagonista del torneo DTA 2008, donde pelea el ascenso con Montevideo BBC. Capitol pierde el título al perder la serie 2-1, pero luego le queda el playoff por el segundo ascenso, donde vence 2-1 a Stockolmo, y en la serie definitiva vence a San Telmo por 2-0, para coronarse como subcampeón del torneo y ascender al Torneo Metropolitano 2009 (Uruguay) . 
Desde 2009, Capitol finaliza entre las posiciones de mitad de tabla del Torneo Metropolitano. En 2018 después de varias temporadas en el Torneo Metropolitano consigue el ascenso a la LUB 2019-2010, competición donde esta participando actualmente.

## Símbolos
Su escudo ha pasado por varios formatos, pero siempre se caracterizó por tener 5 estrellas. Tanto en su escudo como en su uniforme, predominan exclusivamente los colores blanco y negro, característicos del club.

## Jugadores
| Plantel 2023         | Plantel 2023      | Plantel 2023        | Plantel 2023      |
| Nombre de Jugador    | Posición          | Fecha de Nacimiento | Altura            |
| -------------------- | ----------------- | ------------------- | ----------------- |
| Mateo Giano          | Base              | 18-12-2000          | 1.86              |
| Claudio Bascou       | Ala Pívot         | 25-09-1989          | 1.85              |
| Agustín Da Costa     | Alero             | 24-08-1998          | 1.91              |
| Juan Wenzel          | Alero             | 04-01-1989          | 1.91              |
| Matías Acosta        | Pivot             | 13-12-1999          | 2.00              |
| Nahuel Amichetti     | Ala-Pívot         | 22-04-1998          | 2.02              |
| Ladavius Draine      | Escolta           | 29-01-1999          | 1.92              |
| Lautaro Pérez        | Escolta           | 24-10-1995          | 1.80              |
| Pablo Gómez          | Ala Pívot         | 20-02-1990          | 2.00              |
| Santiago Pérez       | Ala Pívot         | 29-06-2002          | 1.98              |
| Bruno Masoni         | Alero             | 04-10-2001          | 1.95              |
| Nicolás Casal        | Escolta           | 19-08-1998          | 1.82              |
| Nahuel Rodriguez     | Base              | 28-09-2000          |                   |
| Facundo Ballesteros  | Ala-Pívot         | 22-01-2003          |                   |
| Juan Pablo Canil     | Base              | 24-08-2002          | 1.80              |
| Extranjeros cortados |                   |                     |                   |
| Jacob Ledoux         | Escolta           | 16-09-1997          | 1.90              |
| Karachi Edo          | Pívot             | 03-10-1994          | 1.96              |
|                      |                   |                     |                   |
| Cuerpo técnico       |                   |                     |                   |
| Fabián Narbais       | Entrenador        | Entrenador          | Entrenador        |
| Sebastián Baranzano  | Asistente         | Asistente           | Asistente         |
| Bandera de Uruguay   | Asistente         | Asistente           | Asistente         |
| Bandera de Uruguay   | Preparador Físico | Preparador Físico   | Preparador Físico |

## Directiva
| Cargo          | Titular           | Suplente            |
| -------------- | ----------------- | ------------------- |
| Presidente     | Carlos Garbuyo    | María V. Villarnovo |
| Vicepresidente | Gonzalo Ezcurra   | Atilio Villarnovo   |
| Delegado       | Carlos Villarnovo | Álvaro Ezcurra      |
| Tesorero       | Héctor Charquero  | Bernardo Leis       |
|                | Walter Silva      | Carlos Maresca (h)  |
|                | Ricardo Delmonte  | Santiago Correa     |
|                | Luis Maresca      | Javier Ezcurra      |
|                | Alejandro López   | Gustavo Stapff      |
|                | Martín Charquero  | Fernando Ezcurra    |
|                | Walter Carballo   | María F. Villarnovo |
|                | Santiago Campomar | Enrique Dugros      |

| Titular       | Suplente       |
| ------------- | -------------- |
| Luis Crespi   | Luis Maccio    |
| Tomás Medina  | Jorge Pérez    |
| Gustavo López | Carlos Maresca |

## Palmarés

### Títulos de Segunda División (1)
- Subcampeón de la Segunda de ascenso (1): 2018.

### Títulos de Tercera División (1)
- Campeón de la Tercera de ascenso (1): 2002.
- Subcampeón de la Tercera de ascenso (1): 2008.